# Sea Elegance
Die Sea Elegance war ein Containerschiff, das 2003 vor Durban in Südafrika in Brand geriet.

## Geschichte
Das Schiff wurde 1980 als eines von zwei Schwesterschiffen bei Smith’s Dock Co. in Middlesbrough unter der Baunummer 1345 für die Bank Line gebaut. Es wurde als Willowbank in Dienst gestellt und mit 33 Besatzungsmitgliedern im Liniendienst der Bank Line zwischen dem US-Golf und Australien und Neuseeland und ab 1984 im Liniendienst zwischen Kalifornien und Australien eingesetzt.
Im Juli 1988 wurde das Schiff an Austasia Maritime verkauft und in Mandowi umbenannt. Im Februar 1989 wurde es in California Star umbenannt und von Blue Star Line eingesetzt. Als California Star kam das Schiff im Juli 1990 unter die Flagge der Bahamas, Heimathafen wurde Nassau. Im Januar 1996 wurde das Schiff erneut verkauft und fuhr nun als Sea Elegance unter der Flagge Singapurs im Liniendienst der Reederei Pacific International Lines.

### Explosion und Feuer
Am Morgen des 11. Oktober 2003 geriet das Schiff, das sich mit rund 650 Containern an Bord auf Reede befand, wenige Seemeilen vor dem Hafen von Durban in Brand. Das Feuer war nach einer Explosion im hinteren Bereich des Schiffes in einem der Container ausgebrochen und hatte die Aufbauten und den Maschinenraum in Mitleidenschaft gezogen. Durch die Nähe zum Hafen von Durban waren Rettungskräfte schnell vor Ort. Mit Hilfe von Hafenschleppern der National Ports Authority sowie Rettungskräften an Bord wurde der Brand bekämpft.
Mehrere der 24 Besatzungsmitglieder wurden bei dem Unglück verletzt und zur Behandlung in einem Krankenhaus abgeborgen. 13 Besatzungsmitglieder blieben an Bord, um die Löscharbeiten zu unterstützen. Ein Seemann wurde vermisst und später tot geborgen.
Das Feuer an Bord war nach zwei Tagen gelöscht. Einige Tage später wurde das Schiff in den Hafen von Durban geschleppt, wo zunächst alle Container gelöscht und später die Ursache des Feuers ermittelt werden sollte. Als mögliche Ursache für die Explosion kam nicht oder falsch deklariertes Calciumhypochlorit in einem der Container an Bord in Frage, welcher im Raum direkt hinter dem Maschinenraum gestaut war. Durch thermisches Durchgehen könnte die Explosion ausgelöst worden sein, die zum Brand führte. Calciumhypochlorit muss für den Seetransport als Gefahrgut der Klasse 5.1 deklariert und von Wärmequellen ferngehalten werden.

### Verbleib des Schiffes
Das Schiff wurde nach der Untersuchung der Unglücksursache nach Singapur geschleppt, wo es am 27. November 2003 ankam. Im Dezember 2003 wurde es an Four Seasons Maritime verkauft, repariert und als Golden Gate unter der Flagge Südkoreas eingesetzt. Später wurde es zum Abbruch nach Alang verkauft und dort 2009 verschrottet.

## Daten
Das Schiff wurde von einem Sechszylinder-Dieselmotor des Herstellers Burmeister & Wain angetrieben, der auf einen Propeller wirkte. Der Motor, der vom Maschinenbauunternehmen John G. Kincaid & Company in Lizenz gebaut worden war, verfügte über rund 15.285 kW Leistung (20.500 BHP).
Für die Stromversorgung waren vier Generatoren mit einer Leistung von jeweils 900 kW (Allens 8 S12F) sowie ein Notgenerator mit einer Leistung von 432 kW (Allens 4 S12F) verbaut.
Das Schiff verfügte über sieben Ladeluken, von denen sich fünf vor und zwei hinter dem im hinteren Drittel des Schiffes angeordneten Deckshaus befanden. Am Heck des Schiffes befanden sich noch weitere Stellplätze für 20-Fuß-Container an Deck. Für den Ladungsumschlag war das Schiff mit vier bordeigenen, hydraulisch betriebenen Kranen mit 36 t Hebekapazität (SWL) ausgerüstet. Drei der Krane befanden sich vor dem Deckshaus zwischen den Luken 1 und 2, 3 und 4 sowie hinter Luke 5 direkt vor dem Deckshaus, der vierte Kran befand sich zwischen Luke 6 und 7 auf dem Achterschiff.
Die Containerkapazität des Schiffes betrug 768 TEU. Davon fanden 426 TEU unter Deck und 342 TEU an Deck Platz. Darin enthalten sind 358 TEU für Kühlcontainer, von denen 308 TEU Porthole-Container unter Deck an die schiffseigene Ladungskühlanlage angeschlossen werden konnten. Für weitere 50 TEU Integralcontainer (mit eigener Kälteanlage) waren Anschlüsse an Deck vorhanden.